# Jan Andrzej Sierakowski
Jan Andrzej Sierakowski herbu Dołęga (zm. przed 25 sierpnia 1699 roku) – kasztelan bełski od 1687 roku, podkomorzy bełski w latach 1685-1687, stolnik bełski w latach 1673-1685, starosta tyszowiecki w 1697 roku.
Był elektorem Jana III Sobieskiego z województwa bełskiego w 1674 roku.  Był elektorem Augusta II Mocnego z województwa bełskiego w 1697 roku, podpisał jego pacta conventa. 